# Hopfengesetz

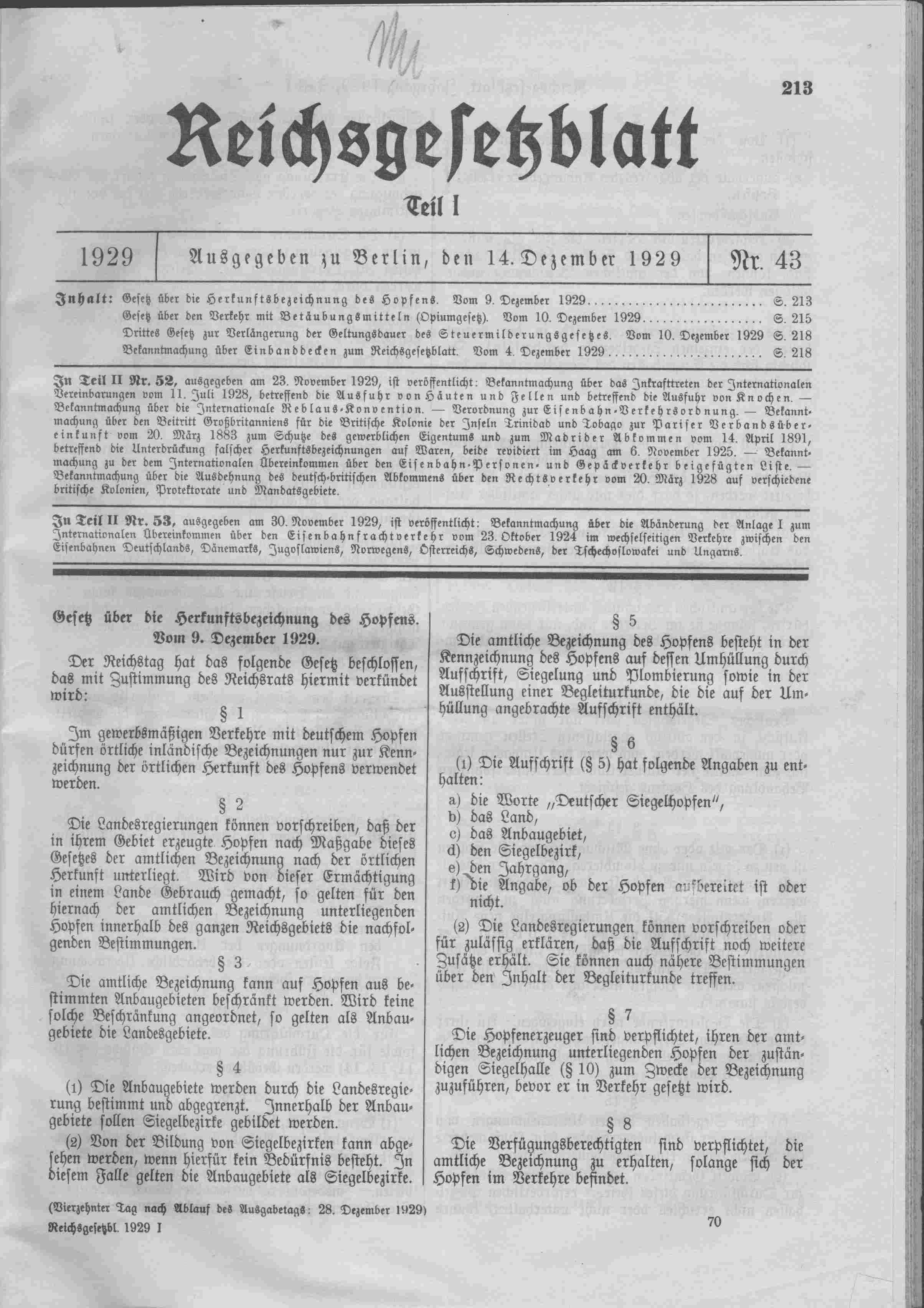
Gesetz über die Herkunftsbezeichnung des Hopfens vom 9. Dezember 1929

Das Hopfengesetz (HopfG) dient im deutschen Recht der Durchführung von unionsrechtlichen Rechtsakten zu Hopfenerzeugnissen, die der gemeinsamen Marktorganisation unterliegen.

## Regelungsgehalt
Konkret geht es beim Hopfengesetz um die Durchführung von verschiedenen EU-Verordnungen, die „die Zertifizierung, das Bescheinigungsverfahren, die Kontrolle nicht der Zertifizierung unterliegenden Erzeugnissen, die Verarbeitung, das Vermischen, die Behandlung und das Inverkehrbringen“ von Hopfenerzeugnissen betreffen (§ 1 HopfG). Zu diesem Zweck entfaltet das Hopfengesetz keinen eigenen, materiellen Regelungshorizont mehr, sondern ermächtigt sogleich die Landesregierungen zum Erlass von entsprechenden Rechtsverordnungen (§ 2 Abs. 1–3, § 4 HopfG). Von den Ermächtigungen zu Rechtsverordnungen des Bundes (§ 2 Abs. 4, § 3 Abs. 3 HopfG) hat das BMELV mit der Verordnung zur Durchführung des gemeinschaftlichen Hopfenrechts vom 27. Januar 2009 (BGBl. I S. 152) Gebrauch gemacht.
Die in § 3 HopfG fixierten Bußgeldvorschriften ahnden Ordnungswidrigkeiten mit einer Geldbuße von bis zu 25.000 Euro.